# Athena (Schiff, 1893)
Die Athena oder Athina (griechisch Αθήνα) war ein griechisches Frachtschiff, das 1946 als Flüchtlingsschiff für die illegale Einwanderung von Juden nach Palästina genutzt wurde und auf der Überfahrt in einem Sturm sank.

## Frühe Jahre
Die Athena wurde 1893 von John McDowall & Barbour bei der Syros Schiffswerft in Auftrag gegeben und von dem schottischen Ingenieur John McDowall, der die Maschinenfabrik „Ifaistos“ in Piräus gegründet hatte, mit einer Dampfmaschine ausgerüstet. Das Schiff war das erste in Griechenland gebaute Dampfschiff mit einem Rumpf aus Eisen. Es diente als Fährschiff bis Mitte 1930. Zwischen 1935 und 1939 wurde es in Piräus aufgelegt und war zur Verschrottung vorgesehen. 1939 sank sie teilweise außerhalb des Hafens. Schließlich wurde das Schiff für 40 Millionen Drachmen gekauft, restauriert und mit einem Dieselmotor von Deutz ausgestattet.

## Vorgeschichte
Nach Ende des Zweiten Weltkriegs wurde vom Mossad le Alija Bet, einer Organisation der Hagana, und vom Palyam die Einwanderung jüdischer Holocaust-Überlebender und Displaced Persons nach Palästina organisiert. Nachdem die britische Mandatsregierung unter dem Druck arabischer Aufstände die Einreisequote für Juden in den 1930er Jahren immer weiter reduziert hatte, erfolgte die Alija Bet genannte Einwanderung illegal. Um dem Einwanderungsdruck zu begegnen, errichteten die Briten eine Seeblockade, und deportierten ergriffene Einwanderer im Internierungslager in Atlit.

## Flüchtlingsschiff Rafah
Die Athena wurde im Hafen von Piräus von Palyamniks für die bevorstehende Transportaufgabe hergerichtet. Im November fuhr das Schiff mit einer griechischen Mannschaft unter einem griechischen Kapitän nach Bakar nahe Rijeka im damaligen Jugoslawien (heute Kroatien), um dort 785 Einwanderer an Bord zu nehmen. Für die Überfahrt nach Palästina erhielt die Athena den Hagana-Codenamen Rafah (hebräisch רָפִיחַ Rafiach), in Anlehnung an das britische Internierungslager in der gleichnamigen Stadt. Dort wurden nach der Operation Agatha am 29. Juni 1946 mehrere tausend Juden interniert.
Bei der Abfahrt der Rafah aus Bakar am 26. November 1946 herrschten über der Adria für die Jahreszeit übliche Stürme. Der Kapitän scheute deshalb den Kurs über die offene See und fuhr in den Kanälen zwischen der Küste und den kroatischen Inseln entlang. In der Ägäis steuerte er von einer Insel zur nächsten. Am 7. Dezember erreichte die Rafah die griechische Ägäisinsel Syrna. Hier steuerte der Kapitän das Schiff in eine schlecht geschützte Bucht, um dort zu ankern und das Ende des Sturms abzuwarten, der die letzten Tage an Intensität zugenommen hatte. Während der Ankerung lief die Rafah auf ein Riff und schlug leck. Trotz des Sturms sprangen die Einwanderer und die Besatzung ins Wasser und retteten sich an das felsige Ufer. 45 Minuten später versank die Rafah. Bei der Tragödie kamen acht Einwanderer ums Leben, elf weitere wurden zum Teil schwer verletzt.

## Rettung und Deportation
Über das Funkgerät, das der Palyam-Funker Avraham Lichovsky von Bord der Rafiach retten konnte, wurde der Mossad le Alija Bet sowie die britische Luftwaffe über das Unglück informiert. Am 8. Dezember sichtete ein britisches Suchflugzeug die Schiffbrüchigen, und am Tag darauf wurden vom Flugzeug aus Lebensmittel, Medikamente und Ausrüstung abgeworfen. Inzwischen hatten die Schiffbrüchigen Kontakt mit der griechischen Bevölkerung der Insel aufgenommen, die ihnen nach einer Nacht unter freiem Himmel ersten Schutz bot.
Am 11. Dezember erreichte der griechische Zerstörer Themistoklis die Bucht und nahm die griechische Schiffsbesatzung sowie die elf verletzten Einwanderer und zehn Begleiter auf, die nach Rhodos gebracht wurden. Tags darauf erreichten der britische Zerstörer HMS Chevron, das britische Minenabwehrfahrzeug HMS Providence und der griechische Zerstörer Aigaio Syrna und nahmen die restlichen Schiffbrüchigen an Bord. Die Begleitmannschaft des Palyam mischte sich unauffällig unter die Einwanderer, so dass sie von den Briten nicht erkannt und separiert werden konnten. Die Juden wurden im Rahmen der Operation Igloo mit dem Schiff HMS Chevron nach Britisch-Zypern gebracht und sollten im Lager Karaolos interniert werden. Als das Schiff vor Zypern ankam, widersetzten sich die Juden vehement gegen die Ausschiffung. Die britischen Soldaten konnten sie erst nach Einsatz von Rauch- und Tränengasgranaten von Bord bringen.
Am 20. November 1972 wurden die acht Todesopfer des Unglücks, die auf Syrna bestattet waren, auf den Friedhof in Haifa überführt.

## Wiederentdeckung
Im Jahr 2000 wurde das Wrack in der Agios Georgios Bucht auf Syrna wiederentdeckt. Die Athena liegt in einer Tiefe von 22 bis 38 Meter. Der Rumpf weist drei kleiner Löcher unterhalb der Wasserlinie auf. Diese reichten aus, um das Schiff zum Sinken zu bringen, da es über keine Schotten verfügte.